# Сельское поселение
Се́льское поселе́ние — один из типов муниципальных образований в России, представляет собой один или несколько объединённых общей территорией сельских населённых пунктов (посёлков, сёл, станиц, деревень, хуторов, кишлаков, аулов, починков и других сельских населённых пунктов), в которых местное самоуправление осуществляется населением непосредственно и (или) через выборные и иные органы местного самоуправления. Сельское поселение входит в состав муниципального района.
Для органов местного самоуправления сельских поселений конституционно гарантированными полномочиями продолжают оставаться формирование местного бюджета, управление муниципальной собственностью, самостоятельное определение структуры органов местной власти, территориальная организация местного самоуправления, охрана общественного порядка и другие.

## Характеристика
Данный тип муниципальных образований был предусмотрен в законе 2003 года «Об общих принципах организации местного самоуправления в Российской Федерации» и введён в ходе муниципальной реформы.
В состав территории сельского поселения могут входить, как правило, один сельский населённый пункт или посёлок с численностью населения более 1000 человек (для территории с высокой плотностью населения — более 3000 человек) и (или) объединённые общей территорией несколько сельских населённых пунктов с численностью населения менее 1000 человек каждый (для территории с высокой плотностью населения — менее 3000 человек каждый).
Сельское поселение имеет административный центр — населённый пункт, который определён с учётом местных традиций и сложившейся социальной инфраструктуры и в котором в соответствии с законом субъекта Российской Федерации находится представительный орган данного сельского поселения.
Границы сельского поселения, в состав которого входят два и более населённых пункта, как правило, устанавливаются с учётом пешеходной доступности до его административного центра и обратно в течение рабочего дня для жителей всех населённых пунктов, входящих в его состав. Исключение составляют территории с низкой плотностью населения, а также отдалённые и труднодоступные местности.
Численность населения сельского поселения, как правило, варьируется от нескольких десятков человек до 15—20 тысяч жителей. Есть сельские поселения с населением более 30 тысяч человек, а в Орджоникидзевском сельском поселении (Ингушетия) в 2013 году проживали более 60 тысяч человек (с 2016 года это городской округ Сунжа).
В Дагестане в состав одного из муниципальных районов входит муниципальный участок. В Северо-Енисейском районе Красноярского края, единственном в Российской Федерации, все населённые пункты непосредственно входят в состав муниципального образования, без городских и сельских поселений; в Эвенкийском районе (сельские) поселения объединяются в три группы: Илимпийскую, Тунгусско-Чунскую и Байкитскую, возникшие на месте упразднённых муниципальных районов.

## Преемственность
Фактически термин заменил существовавшее в советский и ранний постсоветский периоды понятие «сельский совет», а также часто употреблявшийся акроним «сельсовет» (в 1990-е годы заменено термином «сельский округ», которое было в ходу до муниципальной реформы 2006 года). Зачастую сельское поселение соответствует сельсовету советских времён или волости досоветского и постсоветского периодов, например, Сельское поселение «Тямшанская волость» Псковского района Псковской области. Сейчас в некоторых областях слово «сельсовет» сохраняется как синоним сельскому поселению или используется в названиях, например, сельское поселение Новинский сельсовет в Богородском районе Нижегородской области.
Начиная с 2019 года в ходе преобразования муниципальных районов в муниципальные округа, бывшие сельсоветы стали территориальными подразделениями администраций последних.

## Количество

### Динамика по России в целом
| по состоянию на 01.01 | число сельских поселений | примечания         |
| --------------------- | ------------------------ | ------------------ |
| 2008                  | 19 861                   | по данным Росстата |
| 2009                  | 19 863                   | по данным Росстата |
| 2010                  | 19 591                   | по данным Росстата |
| 2011                  | 18 996                   | по данным Росстата |
| 2012                  | 18 833                   | по данным Росстата |
| 2013                  | 18 722                   | по данным Росстата |
| 2014                  | 18 525                   | по данным Росстата |
| 2015                  | 18 654                   | по данным Росстата |
| 2016                  | 18 177                   | по данным Росстата |
| 2017                  | 18 101                   | по данным Росстата |
| 2018                  | 17 772                   | по данным Росстата |
| 2019                  | 17 380                   | по данным Росстата |
| 2020                  | 16 821                   | по данным Росстата |
| 2021                  | 16 332                   | по данным Росстата |

По обновлённым данным, на 1 января 2021 года насчитывалось 16 248 сельских поселений.

### По субъектам РФ
На 2020 год сельские поселения полностью отсутствуют в Калининградской, Магаданской, Московской и Сахалинской областях в связи с преобразованием всех муниципальных районов в городские округа. Также в 2020 году были упразднены все сельские поселения Ставропольского края, а в 2021 сельские поселения Удмуртии в связи с преобразованием муниципальных районов в муниципальные округа (ранее части муниципальных районов в городские округа).
| число сельских поселений по субъектам Российской Федерации (по состоянию на 1 января 2021 года) | число сельских поселений по субъектам Российской Федерации (по состоянию на 1 января 2021 года) | число сельских поселений по субъектам Российской Федерации (по состоянию на 1 января 2021 года) |
| субъект РФ                                                                                      | количество                                                                                      | по другим данным                                                                                |
| ----------------------------------------------------------------------------------------------- | ----------------------------------------------------------------------------------------------- | ----------------------------------------------------------------------------------------------- |
| Российская Федерация                                                                            | 16 332                                                                                          | 16 248                                                                                          |
| Центральный федеральный округ                                                                   | 2980                                                                                            | 2980                                                                                            |
| Белгородская область                                                                            | 174                                                                                             | 174                                                                                             |
| Брянская область                                                                                | 176                                                                                             | 176                                                                                             |
| Владимирская область                                                                            | 80                                                                                              | 80                                                                                              |
| Воронежская область                                                                             | 416                                                                                             | 416                                                                                             |
| Ивановская область                                                                              | 92                                                                                              | 92                                                                                              |
| Калужская область                                                                               | 252                                                                                             | 252                                                                                             |
| Костромская область                                                                             | 116                                                                                             | 116                                                                                             |
| Курская область                                                                                 | 287                                                                                             | 287                                                                                             |
| Липецкая область                                                                                | 286                                                                                             | 286                                                                                             |
| Московская область                                                                              |                                                                                                 |                                                                                                 |
| Орловская область                                                                               | 223                                                                                             | 223                                                                                             |
| Рязанская область                                                                               | 232                                                                                             | 232                                                                                             |
| Смоленская область                                                                              | 133                                                                                             | 133                                                                                             |
| Тамбовская область                                                                              | 231                                                                                             | 231                                                                                             |
| Тверская область                                                                                | 161                                                                                             | 161                                                                                             |
| Тульская область                                                                                | 54                                                                                              | 54                                                                                              |
| Ярославская область                                                                             | 67                                                                                              | 67                                                                                              |
| г. Москва                                                                                       |                                                                                                 |                                                                                                 |
| Северо-Западный федеральный округ                                                               | 853                                                                                             | 847                                                                                             |
| Республика Карелия                                                                              | 85                                                                                              | 85                                                                                              |
| Республика Коми                                                                                 | 144                                                                                             | 144                                                                                             |
| Архангельская область                                                                           | 170                                                                                             | 164                                                                                             |
| в том числе Ненецкий автономный округ                                                           | 18                                                                                              | 18                                                                                              |
| Архангельская область без АО                                                                    | 152                                                                                             | 146                                                                                             |
| Вологодская область                                                                             | 158                                                                                             | 158                                                                                             |
| Калининградская область                                                                         |                                                                                                 |                                                                                                 |
| Ленинградская область                                                                           | 121                                                                                             | 121                                                                                             |
| Мурманская область                                                                              | 9                                                                                               | 9                                                                                               |
| Новгородская область                                                                            | 81                                                                                              | 81                                                                                              |
| Псковская область                                                                               | 85                                                                                              | 85                                                                                              |
| г. Санкт-Петербург                                                                              |                                                                                                 |                                                                                                 |
| Южный федеральный округ                                                                         | 1667                                                                                            | 1667                                                                                            |
| Республика Адыгея                                                                               | 48                                                                                              | 48                                                                                              |
| Республика Калмыкия                                                                             | 111                                                                                             | 111                                                                                             |
| Республика Крым                                                                                 | 250                                                                                             | 250                                                                                             |
| Краснодарский край                                                                              | 351                                                                                             | 351                                                                                             |
| Астраханская область                                                                            | 117                                                                                             | 117                                                                                             |
| Волгоградская область                                                                           | 399                                                                                             | 399                                                                                             |
| Ростовская область                                                                              | 391                                                                                             | 391                                                                                             |
| г. Севастополь                                                                                  |                                                                                                 |                                                                                                 |
| Северо-Кавказский федеральный округ                                                             | 1241                                                                                            | 1241                                                                                            |
| Республика Дагестан                                                                             | 700                                                                                             | 700                                                                                             |
| Республика Ингушетия                                                                            | 36                                                                                              | 36                                                                                              |
| Кабардино-Балкарская Республика                                                                 | 112                                                                                             | 112                                                                                             |
| Карачаево-Черкесская Республика                                                                 | 83                                                                                              | 83                                                                                              |
| Республика Северная Осетия-Алания                                                               | 97                                                                                              | 97                                                                                              |
| Чеченская Республика                                                                            | 213                                                                                             | 213                                                                                             |
| Ставропольский край                                                                             |                                                                                                 |                                                                                                 |
| Приволжский федеральный округ                                                                   | 4451                                                                                            | 4468                                                                                            |
| Республика Башкортостан                                                                         | 818                                                                                             | 818                                                                                             |
| Республика Марий Эл                                                                             | 105                                                                                             | 105                                                                                             |
| Республика Мордовия                                                                             | 233                                                                                             | 233                                                                                             |
| Республика Татарстан                                                                            | 872                                                                                             | 872                                                                                             |
| Удмуртская Республика                                                                           | 302                                                                                             | 302                                                                                             |
| Чувашская Республика                                                                            | 284                                                                                             | 284                                                                                             |
| Пермский край                                                                                   | 24                                                                                              | 41                                                                                              |
| Кировская область                                                                               | 247                                                                                             | 247                                                                                             |
| Нижегородская область                                                                           | 192                                                                                             | 192                                                                                             |
| Оренбургская область                                                                            | 445                                                                                             | 445                                                                                             |
| Пензенская область                                                                              | 264                                                                                             | 264                                                                                             |
| Самарская область                                                                               | 284                                                                                             | 284                                                                                             |
| Саратовская область                                                                             | 269                                                                                             | 269                                                                                             |
| Ульяновская область                                                                             | 112                                                                                             | 112                                                                                             |
| Уральский федеральный округ                                                                     | 961                                                                                             | 929                                                                                             |
| Курганская область                                                                              | 354                                                                                             | 322                                                                                             |
| Свердловская область                                                                            | 16                                                                                              | 16                                                                                              |
| Тюменская область                                                                               | 349                                                                                             | 349                                                                                             |
| в том числе: Ханты-Мансийский автономный округ — Югра                                           | 57                                                                                              | 57                                                                                              |
| Ямало-Ненецкий автономный округ                                                                 | 19                                                                                              | 19                                                                                              |
| Тюменская область без АО                                                                        | 273                                                                                             | 273                                                                                             |
| Челябинская область                                                                             | 242                                                                                             | 242                                                                                             |
| Сибирский федеральный округ                                                                     | 2687                                                                                            | 2677                                                                                            |
| Республика Алтай                                                                                | 91                                                                                              | 91                                                                                              |
| Республика Тыва                                                                                 | 120                                                                                             | 120                                                                                             |
| Республика Хакасия                                                                              | 83                                                                                              | 83                                                                                              |
| Алтайский край                                                                                  | 641                                                                                             | 641                                                                                             |
| Красноярский край                                                                               | 457                                                                                             | 457                                                                                             |
| Иркутская область                                                                               | 354                                                                                             | 354                                                                                             |
| Кемеровская область                                                                             | 40                                                                                              | 30                                                                                              |
| Новосибирская область                                                                           | 427                                                                                             | 427                                                                                             |
| Омская область                                                                                  | 363                                                                                             | 363                                                                                             |
| Томская область                                                                                 | 112                                                                                             | 112                                                                                             |
| Дальневосточный федеральный округ                                                               | 1492                                                                                            | 1393                                                                                            |
| Республика Бурятия                                                                              | 247                                                                                             | 247                                                                                             |
| Республика Саха (Якутия)                                                                        | 361                                                                                             | 361                                                                                             |
| Забайкальский край                                                                              | 318                                                                                             | 318                                                                                             |
| Камчатский край                                                                                 | 46                                                                                              | 46                                                                                              |
| Приморский край                                                                                 | 74                                                                                              | 74                                                                                              |
| Хабаровский край                                                                                | 191                                                                                             | 191                                                                                             |
| Амурская область                                                                                | 218                                                                                             | 165                                                                                             |
| Магаданская область                                                                             |                                                                                                 |                                                                                                 |
| Сахалинская область                                                                             |                                                                                                 |                                                                                                 |
| Еврейская автономная область                                                                    | 17                                                                                              | 17                                                                                              |
| Чукотский автономный округ                                                                      | 20                                                                                              | 20                                                                                              |

Основные статьи:
- Количество муниципальных образований по субъектам РФ
- Количество сельских населённых пунктов в субъектах Российской Федерации